# Талды (Катон-Карагайский район)
Талды (каз. Талды, до 2009 г. — Чаловка) — упразднённое село в Катон-Карагайском районе Восточно-Казахстанской области Казахстана. Входило в состав Аксуского сельского округа. Код КАТО — 635433500. Исключено из учётных данных в 2014 г.

## Население
В 1999 году население села составляло 157 человек (87 мужчин и 70 женщин). По данным переписи 2009 года, в селе проживало 35 человек (19 мужчин и 16 женщин).